# Yaya Kerim
Yaya Kerim (sinh ngày 10 tháng 8 năm 1991) is a Tchadian football striker và thành viên của Đội tuyển bóng đá quốc gia Tchad. Hiện tại anh thi đấu cho Renaissance ở Giải bóng đá ngoại hạng Tchad.

## Sự nghiệp
Yaya Kerim khởi đầu sự nghiệp bóng đá ở Gazelle. Năm 2010, anh gia nhập Renaissance FC. Anh giúp đội bóng vô địch Cúp bóng đá Tchad và Siêu cúp, ghi bàn ở cả hai trận chung kết. Năm 2011, anh được gọi thử việc ở câu lạc bộ Tây Ban Nha Real Valladolid. Anh gia nhập USM El Harrach năm 2012. Hiện tại anh thi đấu cho Renaissance ở Giải bóng đá ngoại hạng Tchad.

## Sự nghiệp quốc tế
Anh có 7 lần ra sân cho đội tuyển quốc gia và là một phần của chiến dịch vòng loại cho Cúp bóng đá châu Phi 2012. Anh có màn ra mắt trên sân nhà trước Togo với kết quả 2-2, vào tháng 7 năm 2010. Ở đội tuyển quốc gia, anh thường thi đấu ở vị trí tiền vệ chạy cánh trái hoặc hậu vệ trái.